# Tapia (Burgos)
Tapia es una localidad española de la provincia de Burgos, en la comunidad autónoma de Castilla y León. Situada en la comarca de Odra-Pisuerga, pertenece al municipio de Villadiego.

## Datos generales
Situado en el oeste de la provincia de Burgos, Tapia es un pequeño núcleo de población que a 1 de enero de 2024 contaba con 33 habitantes, 20 varones y 13 mujeres. De tradición agrícola y ganadera; en el pasado contó con otras fuentes de ingresos pero en la actualidad la actividad económica proviene casi en exclusividad del sector primario. La principal vía de entrada al pueblo es la carretera BU-V-6202 que es un ramal que sale de la BU-627 que une Villadiego con Herrera de Pisuerga. Además de esta vía tiene otros dos caminos asfaltados por los que se puede llegar a ella. Uno de ellos une Tapia con Villanueva de Odra, donde enlaza con la BU-620 y el otro une Tapia con el cruce de la BU-V-6232 que lleva a Villusto.
Se ubica al pie de un promontorio en el que está la iglesia y desde donde se dominan amplios espacios de la planicie que le rodea. Por el pueblo discurre el arroyo Rovega también llamado arroyo Grande.
Tapia tiene los siguientes barrios:
- Barrio de Santa María o Barrio Grande.
- Barrio de la Salceda.
- Barrio de la Poza.
- Barrio de Vizcaya.

## Historia

### Prehistoria
El yacimiento arqueológico de Fuente Lobillo presenta una ocupación prehistórica, posible del Calcolítico y de la Edad del Bronce antigua.

### Época romana
En el término de Salquince se ha identificado una ocupación tardorromana, además de prehistórica, medieval y moderna.

### Edad Media
Citado en 1177 en un documento en que los Reyes Alfonso VIII y Leonor entregan a García, tal vez García Fernández de Villamayor y a su esposa doña Mayor Arias varias villas:
... inter Sanctum Novalem (Sandoval de la Reina) et Tapiam et Villamar et Bouadellam sitam
Aparece citado en un documento en 1250.
En 1352, aparece en el Becerro de Behetrías donde se dice de Tapia:
Este logar es behetria e son vasallos e fijos de roy fernades de touar e son naturales los sobre dichos. Derecho del rey. Dan al rey por martiniega cada año cxxvj. mrs. pagan monedas e servicios en non pagan yantar nin fonsadera nin nunca la pagaron. Derechos del señor. Dan cada año al señor cuios son por infurcion cada ome que es casado vna fanega e media de ceuada e dos cantaras de vino e cinco dineros para carne
Era, por tanto, una behetría perteneciente a la merindad de Villadiego y tenía como señores naturales a los hijos de Ruy Fernández de Tovar.
A principios del siglo XV (1415), doña Mayor de Villegas, hija de Gonzalo González de Villegas poseía una torre fuerte, que vendió en 1415 a Juan Fernández de Velasco. Sin embargo, la tradición oral no recuerda este edificio ni hay evidencias físicas de la existencia del mismo.
En el Alto de la Quintana están documentados yacimientos de poblamientos pleno y bajomedievales.

### Edad Moderna
En el Diccionario geográfico-histórico de España de Pascual Madoz (1845-1850) se recoge lo siguiente sobre Tapia:

Lugar con ayuntamiento en la provincia, audiencia territorial, capitanía general y diócesis de Burgos (7 leguas). Partido judicial de Villadiego. Situado en terreno llano, con buena ventilación y clima frío pero saludable. Las enfermedades comunes son fiebres inflamatorias y reumas. Tiene 39 casas, escuela de instrucción primaria, una iglesia parroquial (La Asunción de Ntra. Sra.) servida por un cura párroco. El término confina al norte con Villusto; este con Villadiego, sur con Villahizán y oeste con Villanueva de Odra. El terreno es de inferior calidad. Le cruzan varios caminos locales. Produccines: cereales, legumbres, vino y castañas; cría ganado lanar. Población: 37 vecinos, 143 almas Capital productivo 336.200 reales. Impuestos 32.664 reales. Contribución 6.448 reales 7 maravedíes.

Tapia formaba parte de la Cuadrilla de Odra en el Partido de Villadiego, uno de los catorce que formaban la Intendencia de Burgos, durante el periodo comprendido entre 1785 y 1833, en el censo de Floridablanca de 1787; jurisdicción de señorío siendo su titular el duque de Frías; alcalde pedáneo.
Antiguo municipio de Castilla la Vieja en el partido de Villadiego.
En el censo de la matrícula catastral contaba con 44 hogares y 143 vecinos.
En 1886 contaba con 299 habitantes
Con fecha 6 de septiembre de 1973, el municipio de Tapia se extingue y su territorio se incorpora a Villadiego.
En 1981 este municipio desaparece porque se integra en el municipio de Villadiego. Contaba entonces con 75 hogares y 260 vecinos.

## Demografía
| Gráfica de evolución demográfica de Tapia entre 1842 y 1970 |
| |
| Población de derecho según los censos de población del INE Población de hecho según los censos de población del INEEntre el censo de 1981 y el anterior, este municipio desaparece porque se integra en el municipio Villadiego. |

## Patrimonio arquitectónico
Iglesia de Nuestra Señora de la Asunción Tardogótica. Obra de sillería. Tres naves del siglo XVI. Cabecera poligonal. Sacristía del siglo XVIII. De la antigua iglesia románica quedan algunos restos y puede datarse alrededor del segundo cuarto del siglo XIII. Torre con escalera de caracol. Portada gótica del siglo XIV. De su origen románico resta un lienzo de muro con el pórtico y una saetera, así como canecillos en el muro norte. Hay dos estelas funerarias reutilizadas junto al pórtico, que pueden datarse en el tiempo de la fase más antigua del templo. Solo visible desde el interior, la iglesia conserva parte de la antigua espadaña, de cinco troneras. De interés es el púlpito de yeso del siglo XVI. Retablo mayor de 1676.
Ermita de San BartoloméNave única. De la estructura original se conserva la cabecera y un muro en el lienzo sur. Anexa al cementerio.
Casona blasonada.

## Despoblados
Alto de la QuintanaEn este término se aprecian dos poblamientos, en dos momentos cronológicos diferentes, que se ubican, respectivamente, al sur y al norte del Camino de las Cabras.
Alto de San Juan ISe ha identificado que en su momento, en este término, existió un poblado, ermita y necrópolis, datado en época bajomedieval.
SalquinceLa tradición ubica aquí un antiguo pueblo. En Salquince se ha identificado una ocupación tardorromana, además de prehistórica, medieval y moderna.
San Juan / La LosaLa tradición oral ubica aquí un antiguo convento. Se caracteriza por una acumulación importante de restos constructivos (teja curva, piedra caliza y arenisca, ladrillo macizo) junto con cerámica a torno, vidriados, lozas y restos de fauna.
Castro RubioEntre Sandoval de la Reina y Tapia, por el camino que une ambos pueblos, se encuentra la ermita de Castrorruyo o Castro Rubio. Al parecer en el lugar había un poblado bajo dicho nombre que se despobló en el siglo XVI repartiéndose sus tierras entre Tapia y Sandoval de la Reina. La tradición oral, no confirmada por otras fuentes, cuenta que los terrenos de Castro Rubio pasaron a Sandoval de la Reina puesto que había un acuerdo entre los habitantes de los tres pueblos por el cual los terrenos de Castro Rubio pasarían a ser propiedad del pueblo al que fuesen a vivir los últimos vecinos de dicho pueblo. Al parecer los vecinos eligieron Sandoval de la Reina. En el lugar que debió estar el poblado actualmente no queda más que la ermita antes mencionada, que ha sido recientemente restaurada por los vecinos de Sandoval de la Reina.

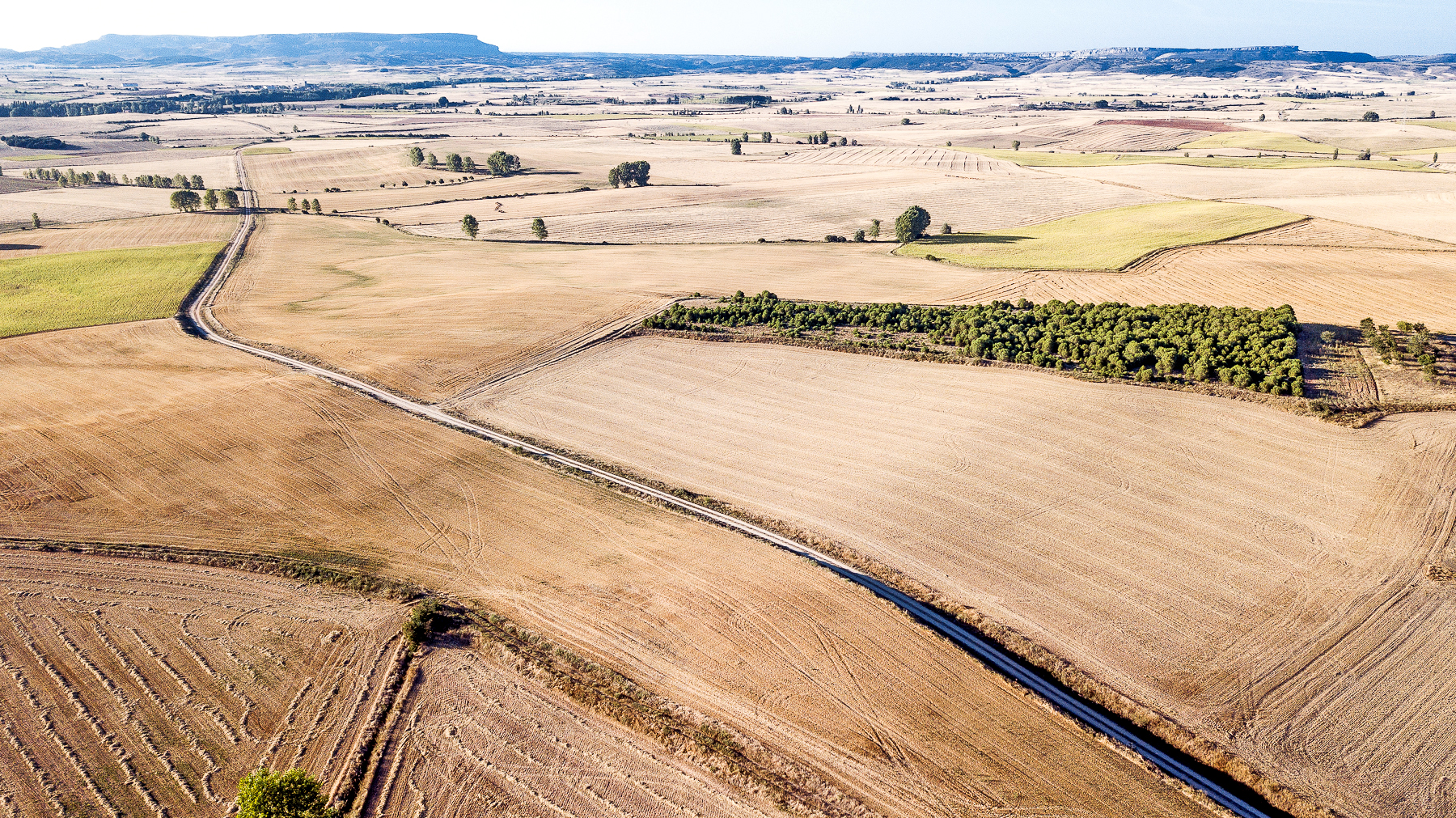
Vista parcial del campo de Tapia (Burgos). Al fondo Peña Amaya.

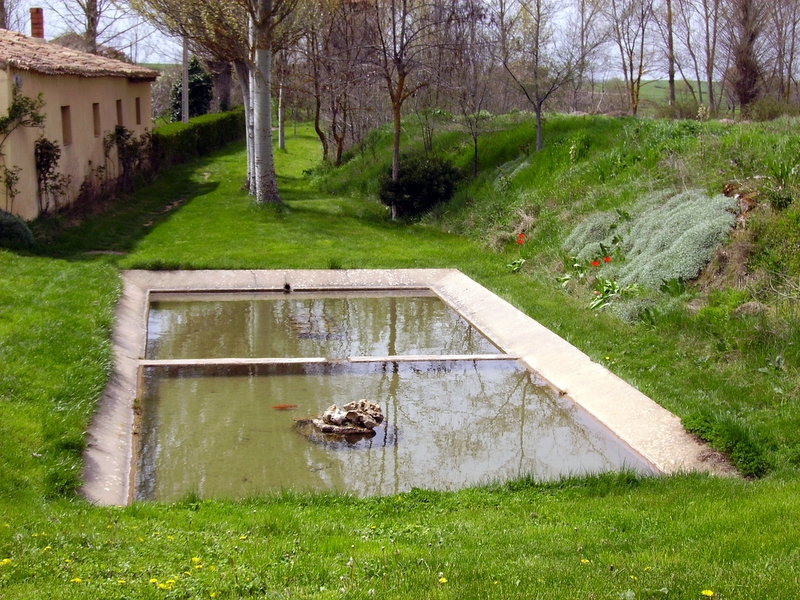
Lavadero.

## Fiestas
Fiesta patronalSan Bartolomé, 24 de agosto.
Ejemplar de tortuga gigante terrestre fosilizada (Geochelone bolivari)Del Terciario. Hallada en el término de Tapia. Se expone en el Museo de Villadiego.
Rutas BTTSeñalizadas. Ruta BTT Los Llanos de Villadiego. Ruta BTT Riberas del Odra.